# Swainsons tiran
De Swainsons tiran (Myiarchus swainsoni) is een zangvogel uit de familie Tyrannidae (tirannen). Deze vogel is genoemd naar de Engelse ornitholoog William John Swainson.

## Verspreiding en leefgebied
Deze soort komt wijdverspreid voor in Zuid-Amerika en telt vier ondersoorten:
- M. s. phaeonotus: zuidoostelijk Venezuela, de Guyana's en noordelijk Brazilië.
- M. s. pelzelni: van zuidelijk Peru en noordelijk Bolivia tot zuidelijk-centraal Brazilië.
- M. s. ferocior: zuidoostelijk Bolivia, westelijk Paraguay en noordelijk Argentinië.
- M. s. swainsoni: van zuidoostelijk Paraguay en zuidoostelijk Brazilië tot noordoostelijk Argentinië en Uruguay.

## Status
De grootte van de populatie is niet gekwantificeerd maar de soort wordt omschreven als vrij algemeen. Op de Rode lijst van de IUCN heeft deze soort de status niet bedreigd.